# Joseph Essombe
Joseph Émilienne Essombe Tiako, née le 22 mars 1988 à Yaoundé, est une lutteuse ainsi qu'une pratiquante de sambo camerounaise.

## Carrière
Joseph Essombe est médaillée d'argent dans la catégorie des moins de 59 kg aux Championnats d'Afrique de lutte 2012 à Marrakech et dans la catégorie des moins de 55 kg aux Championnats d'Afrique de lutte 2013 à N'Djaména.
Elle remporte la médaille de bronze en moins de 55 kg aux Championnats d'Afrique de lutte 2014 à Tunis, aux Championnats d'Afrique de lutte 2015 et aux Championnats d'Afrique de lutte 2016 à Alexandrie.
Elle est médaillée d'argent dans la catégorie des moins de 60 kg aux Championnats d'Afrique de sambo 2014 à Yaoundé.
Elle dispute les Jeux olympiques d'été de 2016 à Rio de Janeiro.
En 2017, elle est médaillée d'argent en moins de 55 kg  aux Championnats d'Afrique à Marrakech, médaillée de bronze en moins de 60 kg aux Jeux de la solidarité islamique à Bakou et médaillée d'or en moins de 58 kg aux Jeux de la Francophonie à Abidjan.
Elle est médaillée d'argent dans la catégorie des moins de 57 kg aux Championnats d'Afrique de lutte 2018 à Port Harcourt.
Le 29 juin 2021, elle est nommée porte-drapeau de la délégation camerounaise aux Jeux olympiques d'été de 2020 par le Comité national olympique et sportif du Cameroun.
Elle est médaillée d'or dans la catégorie des moins de 57 kg aux Championnats d'Afrique de lutte 2022 à El Jadida ainsi qu'aux Championnats d'Afrique de sambo 2022 à Yaoundé.

## Palmarès

### Lutte
| Année | Compétition                     | Lieu           | Résultat | Catégorie |
| ----- | ------------------------------- | -------------- | -------- | --------- |
| 2012  | Championnats d'Afrique          | Marrakech      | 2e       | - 59 kg   |
| 2013  | Championnats d'Afrique          | N'Djaména      | 2e       | - 55 kg   |
| 2014  | Championnats d'Afrique          | Tunis          | 3e       | - 55 kg   |
| 2015  | Championnats d'Afrique          | Alexandrie     | 3e       | - 55 kg   |
| 2015  | Jeux africains                  | Brazzaville    | 5e       | - 55 kg   |
| 2016  | Championnats d'Afrique          | Alexandrie     | 3e       | - 55 kg   |
| 2016  | Jeux olympiques                 | Rio de Janeiro | 16e      | - 53 kg   |
| 2017  | Championnats d'Afrique          | Marrakech      | 2e       | - 55 kg   |
| 2017  | Jeux de la solidarité islamique | Bakou          | 3e       | - 60 kg   |
| 2017  | Jeux de la Francophonie         | Abidjan        | 1re      | - 58 kg   |
| 2018  | Championnats d'Afrique          | Port Harcourt  | 2e       | - 57 kg   |
| 2018  | Jeux du Commonwealth            | Gold Coast     | 4e       | - 57 kg   |
| 2018  | Championnats du monde           | Budapest       | 8e       | - 59 kg   |
| 2019  | Championnats d'Afrique          | Hammamet       | 2e       | - 57 kg   |
| 2019  | Jeux africains                  | Rabat          | 1re      | - 53 kg   |
| 2020  | Championnats d'Afrique          | Alger          | 1re      | - 53 kg   |
| 2022  | Championnats d'Afrique          | El Jadida      | 1re      | - 57 kg   |

### Sambo
| Année | Compétition            | Lieu       | Résultat | Catégorie |
| ----- | ---------------------- | ---------- | -------- | --------- |
| 2014  | Championnats d'Afrique | Yaoundé    | 2e       | - 60 kg   |
| 2019  | Championnats d'Afrique | Casablanca | 1re      | - 56 kg   |
| 2022  | Championnats d'Afrique | Yaoundé    | 1re      | - 59 kg   |